# Domenico Grimani
Pour les articles homonymes, voir Grimani.

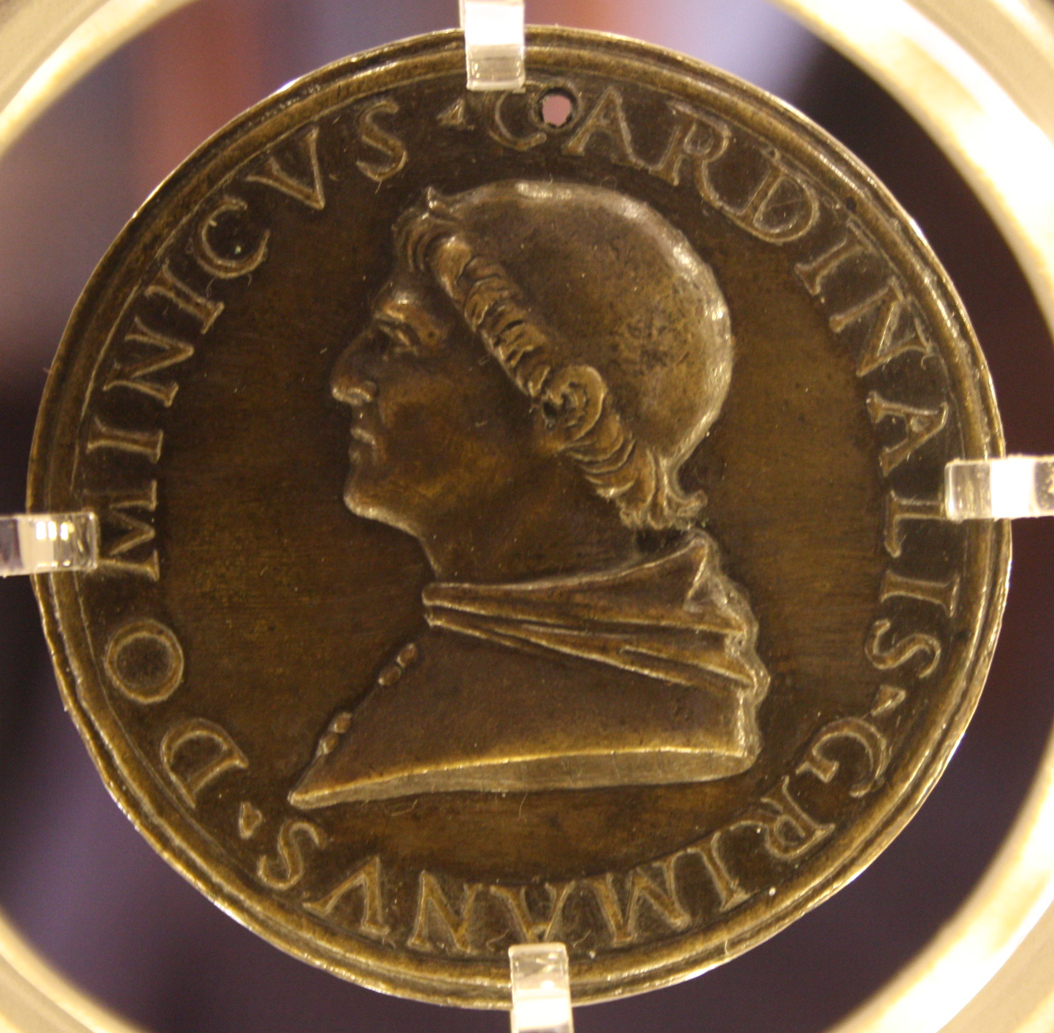
Domenico Grimani.

Domenico Grimani (né le 19 février 1461 à Venise, alors dans la république de Venise, et mort le 27 août 1523 à Rome) est un cardinal italien de la fin du XVe siècle et du début du XVIe siècle. Il est le fils du futur doge de Venise, Antonio Grimani, l'oncle du cardinal Marino Grimani (1527) et un parent du cardinal Vincenzo Grimani (1697).

## Biographie
Depuis sa jeunesse Grimani fait preuve de beaucoup d'intérêt pour la culture et l'humanisme. Il étudie notamment à Florence et y devient un ami intime des personnalités florentines culturelles du temps, comme Lorenzo de' Medici (il Magnifico), Angelo Poliziano et Pico della Mirandola. Il est élu sénateur de Venise en 1487. Érasme lui dédie son œuvre Musica. Grimani est nommé secrétaire et protonotaire apostolique par le pape Innocent VIII.

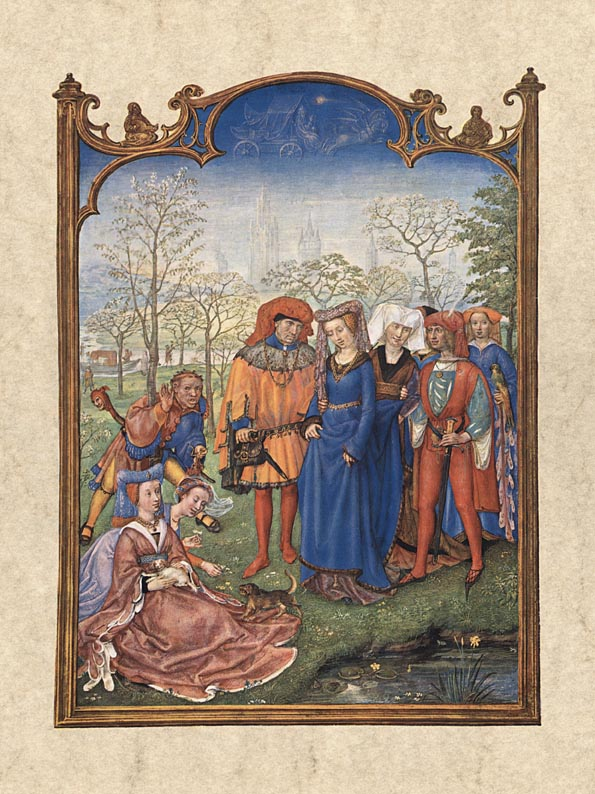
Breviarium Grimani, fol. 5v, avril. Ca. 1515-1520. Venise, Biblioteca Marciana.

Le pape Alexandre VI le crée cardinal lors du consistoire du 20 septembre 1493. Le cardinal Grimani est administrateur du diocèse de Nicosie en 1493 et est promu patriarche d'Aquilée en 1497. En 1511 il est nommé sous-doyen du Collège des cardinaux. Il est gouverneur de Bagnoregio et administrateur perpétuel du diocèse d'Urbino à partir de 1514. En 1517 il est nommé administrateur de Ceneda. Il est seul à ne pas déclarer coupable les cardinaux Petrucci, Bandinello Sauli et Raffaele Sansoni Riario, accusé de  haute trahison. Grimani est un des grands collectionneurs de son époque. Les collections réunies lors de fouilles archéologiques sont présentées au musée archéologique de Venise après leur donation à la république de Venise.
Le cardinal Grimani participe aux conclaves de 1503 (élection de Pie III et de Jules II), de 1513 (élection de Léon X) et de 1521-1522 (élection d'Adrien VI).

## Bibliophilie
Le cardinal Grimani constitua une des plus grandes bibliothèques de son époque, qui à sa mort contenait environ 15 000 volumes, dont 400 manuscrits grecs. Son acquisition la plus importante avait été en 1498 celle de la bibliothèque de Jean Pic de la Mirandole, qui comprenait 1 190 volumes, dont 157 manuscrits grecs et 124 manuscrits hébreux. À sa mort, il en légua la moitié (8 000 volumes, dont tous les livres grecs et hébreux et la moitié des livres latins) au couvent San Antonio di Castello de Venise, l'autre moitié allant à son neveu Marino Grimani. Un bâtiment spécial, dépendant du couvent, fut construit pour abriter la bibliothèque. Son sort fut malheureusement tragique : elle fut entièrement détruite par un incendie en 1687. Par chance, en dépit d'ailleurs des consignes testamentaires très strictes du cardinal (interdiction, non seulement des aliénations, mais des emprunts, obligation d'un récolement tous les ans...), quelques bibliophiles des générations suivantes (Johann Jacob Fugger, Jean Hurault de Boistaillé) étaient parvenus à se procurer quelques dizaines de volumes de cette bibliothèque, qui ont été sauvés de cette manière peu morale. En 2004, Henri Dominique Saffrey recensait 43 manuscrits grecs subsistants provenant de la bibliothèque Grimani (recensement apparemment non exhaustif). Dix-huit manuscrits grecs de cette collection (étant passés par celle de Jean Hurault de Boistaillé) se trouveraient à la Bibliothèque nationale de France (dont onze provenant de la bibliothèque de Jean Pic de la Mirandole).